# کوفلاخ
شهر کوفلاخ (به آلمانی: Köflach) در استان  اشتایرمارک با جمعیت  ۱۰٬۱۳۴  نفر در کشور اتریش واقع شده‌است.